# Acaia (província romana)
A  Acaia (em latim: Achaea; em grego: Αχαΐα) foi uma província do Império Romano que consistia do Peloponeso, do leste da Grécia Central e de partes da Tessália. Ao norte, fazia fronteira com as províncias do Epiro Antigo (Epirus vetus) e da Macedônia. A região foi conquistada pela República Romana em 146 a.C., após o saque de Corinto na Guerra Aqueia, pelo general romano Lúcio Múmio, que recebeu o cognome de Acaico (Achaicus, "conquistador da Acaia").
Era uma província senatorial e, por este motivo, estava isenta da obrigação de fornecer homens e legiões para o exército romano, e uma das províncias que contavam com o maior prestígio entre os senadores romanos, que disputavam o cargo de seu governador. Atenas, uma das mais importantes cidades do império, era o principal centro educacional da elite imperial, rivalizando apenas com Alexandria.

## História

### Província romana
Nos sessenta anos depois da Quarta Guerra Macedônica, a Grécia foi administrada por Roma como uma província senatorial e algumas cidades, como Atenas e Esparta, era praticamente independentes dentro de seus próprios domínios. Então, em 88 a.C., Mitrídates VI Eupátor, o rei do Ponto, começou sua campanha contra os romanos e conquistou o apoio das cidades-estado gregas.
As legiões romanas de Lúcio Cornélio Sula expulsaram Mitrídates da Grécia e esmagaram a revolta, saqueando Atenas em 86 a.C. e Tebas no ano seguinte. As depredações de Sula às obras de arte grega entraram para a história e a punição romana contra as cidades rebeldes foi pesada. Além disso, as batalhas travadas em solo grego deixaram o coração da Grécia Antiga em ruínas. O comércio da Acaia declinou e não rivalizava mais com o de Roma.
Depois da derrota de Marco Antônio e Cleópatra (31 a.C.), Augusto (r. 27 a.C.–14 d.C.) separou a Macedônia da Acaia, mas manteve esta como província senatorial como era na época da República. Em 15, Tibério (r. 14–37), em resposta às diversas reclamações de mau gerenciamento pelo procônsul senatorial transformou a Acaia e a Macedônia em províncias imperiais. Nas reformas de Cláudio em 44, ambas foram devolvidas ao Senado.
Com o passar dos anos, a Grécia lentamente foi reconstruída, culminando no reinado do imperador helenófilo Adriano (r. 117–138). Juntamente com o acadêmico grego Herodes Ático, ele iniciou um grande programa de obras, embelezando Atenas e muitas outras cidades.
Durante as reformas do imperador Diocleciano (r. 284–305), a Acaia foi subordinada à Diocese da Mésia da Prefeitura pretoriana da Itália. Quando a Prefeitura pretoriana da Ilíria foi criada em meados do século IV, a Mésia foi repartida em duas, a Diocese da Dácia e a Diocese da Macedônia, e a Acaia se subordinou a esta última.

#### Governadores conhecidos
- Caio Calpúrnio Pisão (século I)
- Vécio Agório Pretextato (c. 364, como procônsul)
- Dulcício - (século VI, como procônsul) (?)

#### Sés episcopais
As sés episcopais da província que aparecem no Anuário Pontifício como sés titulares são:
- Hélade I
  - Egina
  - Aulo (Avlonari)
  - Caristo
  - Cálcis
  - Ceos
  - Coroneia
  - Dáulia
  - Elateia
  - Mégara
  - Mundinitza
  - Opo
  - Oreu
  - Plateias
  - Pórtmo
  - Anfissa (Salona)
  - Escarpeia (ruínas perto de Molo)
- Hélade II
  - Castória
  - Tânagra
  - Tebas
  - Téspias
  - Zaratóvio (Zagara? Lâmia? Atachova?)
- Peloponeso I
  - Argos
  - Corinto
  - Helos
  - Maina (na península de Mani)
  - Monemvasia
  - Náuplia
  - Sicião
  - Trezena
- Peloponeso II
  - Cernitza (ruínas perto de Rizomilo)
  - Ciparíssia
  - Corone
  - Cristianópolis
  - Élis
  - Lacedemônia (Esparta)
  - Megalópolis no Peloponeso
  - Messene
  - Metoni
  - Olena
  - Patras
  - Tégea

### Período bizantino
A Acaia estava entre as regiões mais prósperas e pacíficas do Império Romano até a Antiguidade Tardia, quando sofreu pela primeira vez as invasões bárbaras. Continuou, no entanto, em prosperidade e com alto nível de urbanização, como atesta o "Sinecdemos", um texto geográfico do século VI. As invasões eslavas do século VII, no entanto, causaram grande destruição na área e provocaram a migração das populações nativas, que procuraram refúgio em cidades fortificadas, nas ilhas gregas e na Itália, enquanto as tribos eslavas povoaram o interior. A criação do Tema Heládico no território da Acaia ocorreu em algum momento entre 687 e 695, durante o primeiro reinado do imperador Justiniano II (r. 685-695 e 705-711), possivelmente como resultado direto de sua campanha contra os eslavos de 688-689.

## Economia
Cobre, chumbo e prata eram minerados em Acaia, embora a produção nunca tenha alcançado o nível de outras minas romanas como as de Nórica, Britânia e as províncias da Hispânia. Além disso, o mármore das pedreiras gregas era muito cobiçado.
Escravos gregos bem educados tinham uma grande demanda em Roma como médicos e professores. A região também produzia luxos domésticos como móveis, cerâmicas e tecidos. Finalmente, as azeitonas e o azeite grego eram exportados para todo o resto do império.